# ليونارد كوهين
ليونارد نورمان كوهين (بالإنجليزية: Leonard Norman Cohen)، حائز على وسام كندا ووسام كيبك الوطني، (21 سبتمبر 1934 - 7 نوفمبر 2016) كان مغنيًا وكاتب أغانٍ وشاعرًا وروائيًا كنديًا. بحثت أعماله في موضوعات الدين والسياسة والعزلة والكآبة والجنسانية والفقدان والموت والعلاقات الغرامية. نال كوهين عضوية كل من الصالة الفخرية الكندية للموسيقى والصالة الفخرية الكندية لكتّاب الأغاني والصالة الفخرية للروك آند رول. وتقلد وسام كندا، أعلى المراتب الفخرية المدنية في الدولة. وفي عام 2011، تلقى كوهين إحدى جوائز أميرة أستورياس للأدب وتاسع جائزة غلين غولد له.
سعى كوهين خلف مسيرة مهنية في الشعر والرواية خلال خمسينيات وستينيات القرن العشرين، ولم يبدأ مسيرته الموسيقية حتى عام 1967 حين كان في عمر الثالثة والثلاثين. تبع صدور ألبومه الأول، أغاني ليونارد كوهين (1967)، صدور ثلاثة ألبومات أخرى من نمط موسيقى الفولك، هي: أغانٍ من غرفة (1969)، أغانٍ عن الحب والكره (1971)، بشرة جديدة للمراسم القديمة (1974). شكّل عمله الصادر عام 1977 تحت عنوان موت زير نساء، الذي كُتب وأنتِج بالاشتراك مع فيل سبيكتور، نقلة ابتعد فيها كوهين عن إقلاله السابق في الأداء الصوتي. وفي عام 1979، عاد كوهين ليُصدر الألبوم الأكثر تقليدية، أغانٍ حديثة، الذي مزج فيه أسلوبه القائم على الغيتار الصوتي مع تأثيرات من موسيقى الجاز والموسيقى الشرقية والمتوسطية. وكانت أغنية هاليلويا، التي ربما تُعد أشهر أغاني كوهين، قد نُشرت للمرة الأولى في ألبوم الاستديو الذي يحمل عنوان وضعيات مختلفة في عام 1984. ويمثل ألبوم أنا رَجُلك المنشود، الصادر في عام 1988، تحوّلَ كوهين إلى الإنتاج المركّب وما يزال أكثر ألبوماته شعبية. في عام 1992، أطلق كوهين ألبومه التالي، المستقبل، الذي تميز بكلماته السوداوية وإشاراته إلى القلق الاجتماعي والسياسي.
عاد كوهين إلى الموسيقى في عام 2001 بإطلاق ألبوم الأغاني الجديدة، الذي لاقى رواجًا كبيرًا في كندا وأوروبا، وتبع ذلك ألبومه عزيزتي هيذر في عام 2004. وبعد سلسلة ناجحة من جولات الحفلات بين عامي 2008 و2013، أطلق كوهين ثلاثة ألبومات في آخر خمس سنوات من حياته: أفكار قديمة (2012)، مشكلات شائعة (2014)، تريد زيادة الأمر قتامة (2016)، أطلِق آخرها قبل وفاته بثلاثة أسابيع. وأطلِق ألبوم بعد وفاته حمل عنوان شكرًا على الرقصة في نوفمبر 2019، ليكون ألبومه الخامس عشر.

## بداية حياته
ولد كوهين في 21 سبتمبر 1934 في حي ويست ماونت الراقي في مونتريال، مقاطعة كيبك، لعائلة يهودية من الطبقة المتوسطة من أصول أوروبية شرقية. هاجر جده الكبير من بولندا بينما جاءت والدته من ليتوانيا التي كانت جزءاً من بولندا. توفي والده ناثان كوهين، الذي يملك متجر ملابس كبير في مونتريال، عندما كان عمر كوهين تسع سنوات. وقال كوهين أنه «كان لي جد يهودي مسيحي.» وقال ريتشارد غولدشتاين في 1967: «قيل لي أنني كنت من سلالة هارون.»
درس مع إيرفينغ لايتون عندما كان في سن المراهقة، وتعلم العزف على القيثارة.

## رأيه في الحرب
عندما سئل عن الطرف الذي يناصره، العرب أم الكيان الصهيوني أجاب «لا أود الحديث عن الحروب أو الأطراف المتنازعة. الإحساس الشخصي شئ، فهو الدماء والانتماء الذي يشعر به الشخص مع جذوره وأصله. أما العسكرية التي أمارسها كشخص وككاتب فهي شئ آخر، لاأرغب في الحديث عن الحرب.»، على الرغم من اشتراكه في حرب عام 73 مع الجانب الإسرائيلي.

## وصلات خارجية
- ليونارد كوهين على موقع IMDb (الإنجليزية)
- ليونارد كوهين على موقع الموسوعة البريطانية (الإنجليزية)
- ليونارد كوهين على موقع مونزينجر (الألمانية)
- ليونارد كوهين على موقع ألو سيني (الفرنسية)
- ليونارد كوهين على موقع ميوزك برينز (الإنجليزية)
- ليونارد كوهين على موقع رولينغ ستون (الإنجليزية)
- ليونارد كوهين على موقع أول موفي (الإنجليزية)
- ليونارد كوهين على موقع قاعدة بيانات الأفلام السويدية (السويدية)
- ليونارد كوهين على موقع إن إن دي بي (الإنجليزية)
- ليونارد كوهين على موقع أول ميوزيك (الإنجليزية)